# Національний музей Повітряних сил США

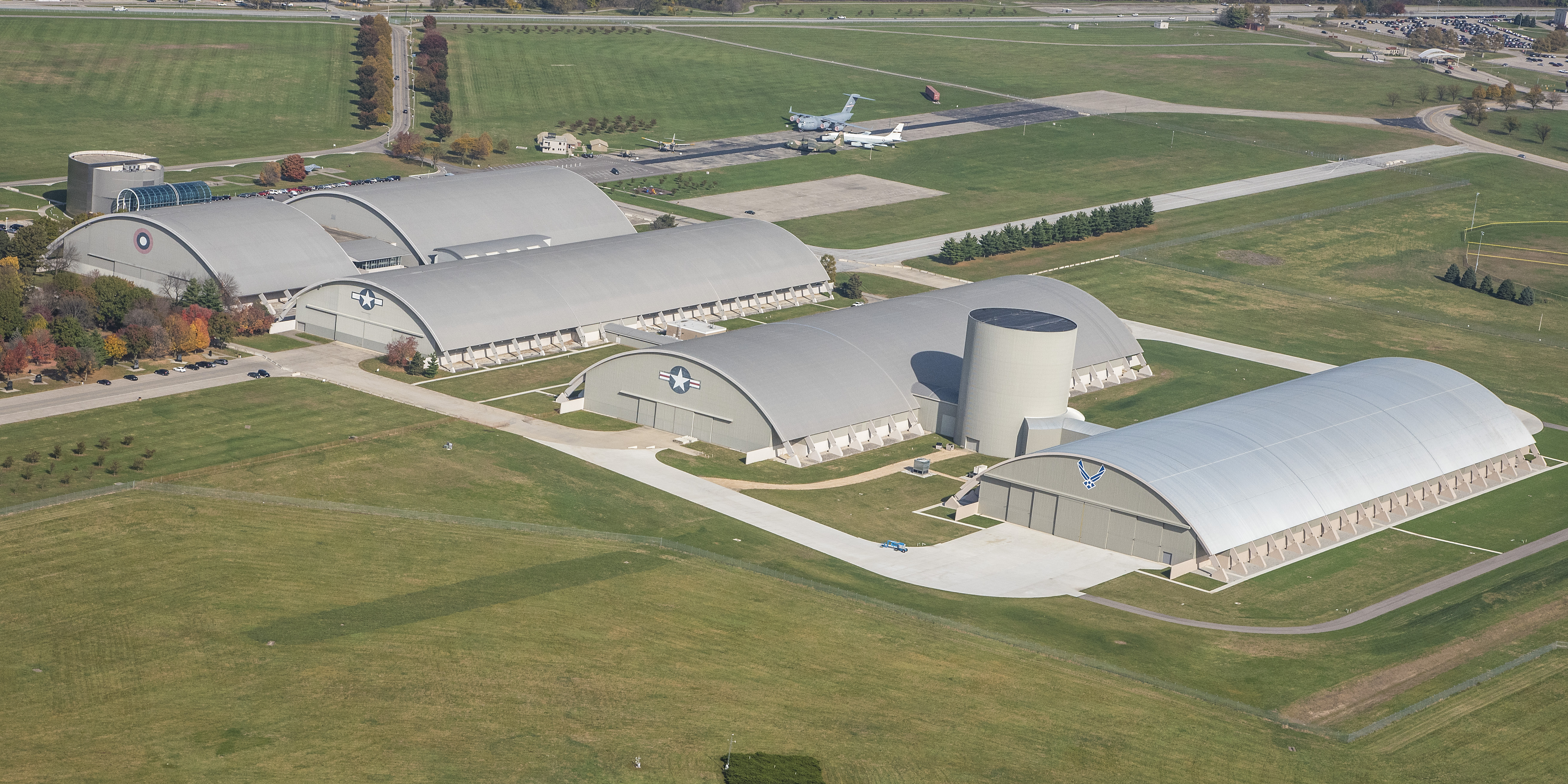
Вид на музей з висоти пташиного польоту.

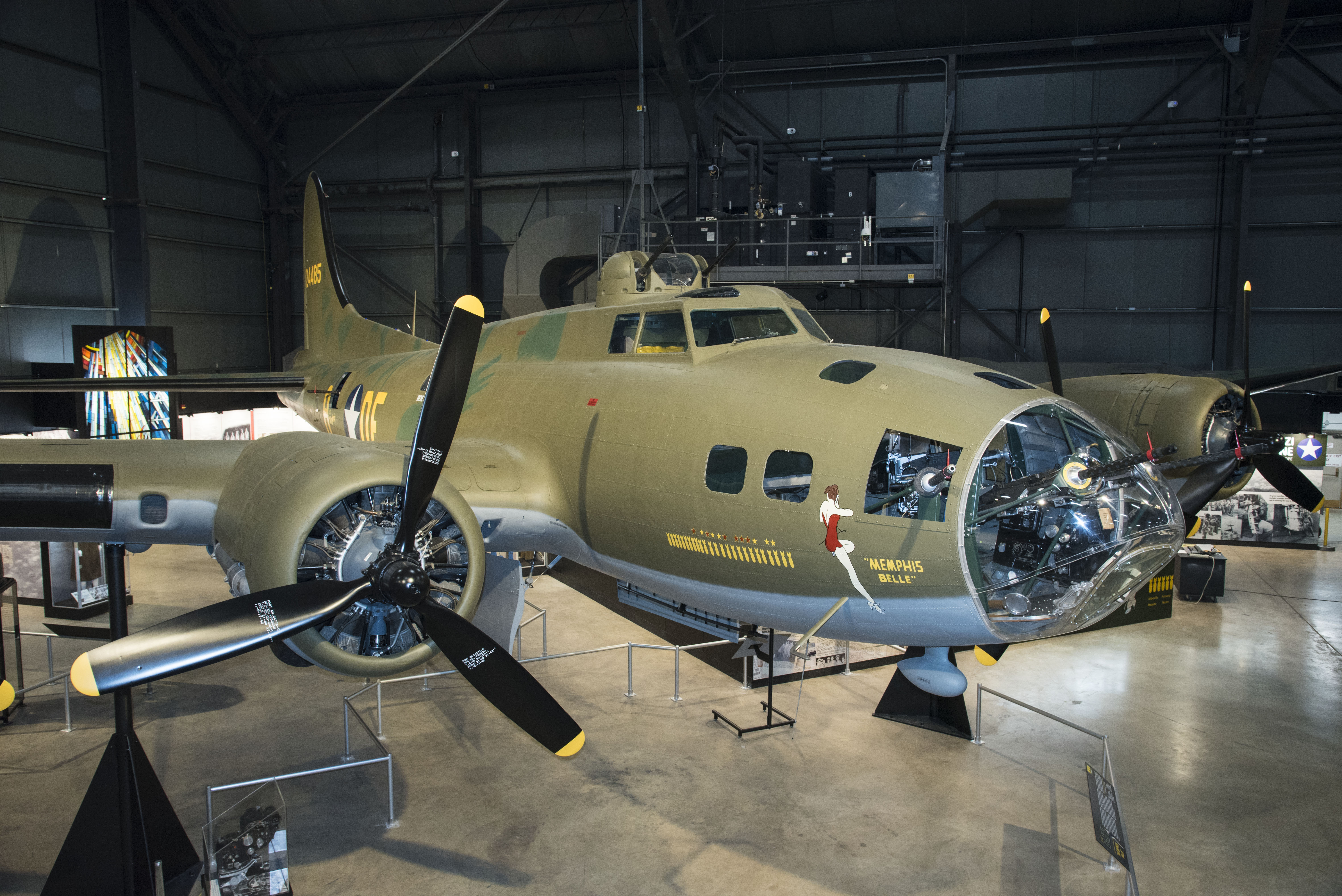
Boeing B-17F Memphis Belle в галереї Другої світової війни.

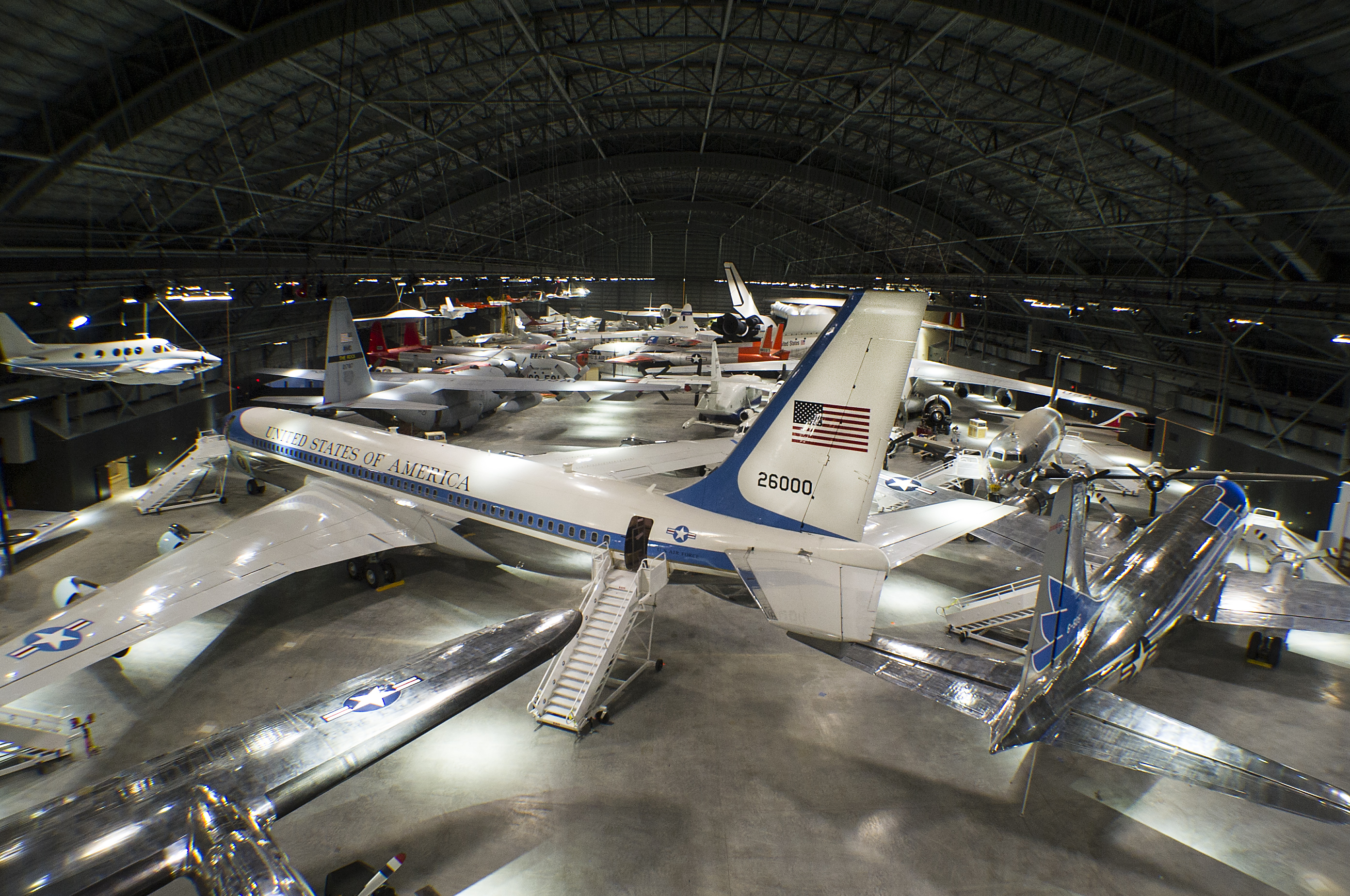
Boeing VC-137C SAM 26000, «Борт Номер Один» президентів Кеннеді, Джонсона і Ніксона.

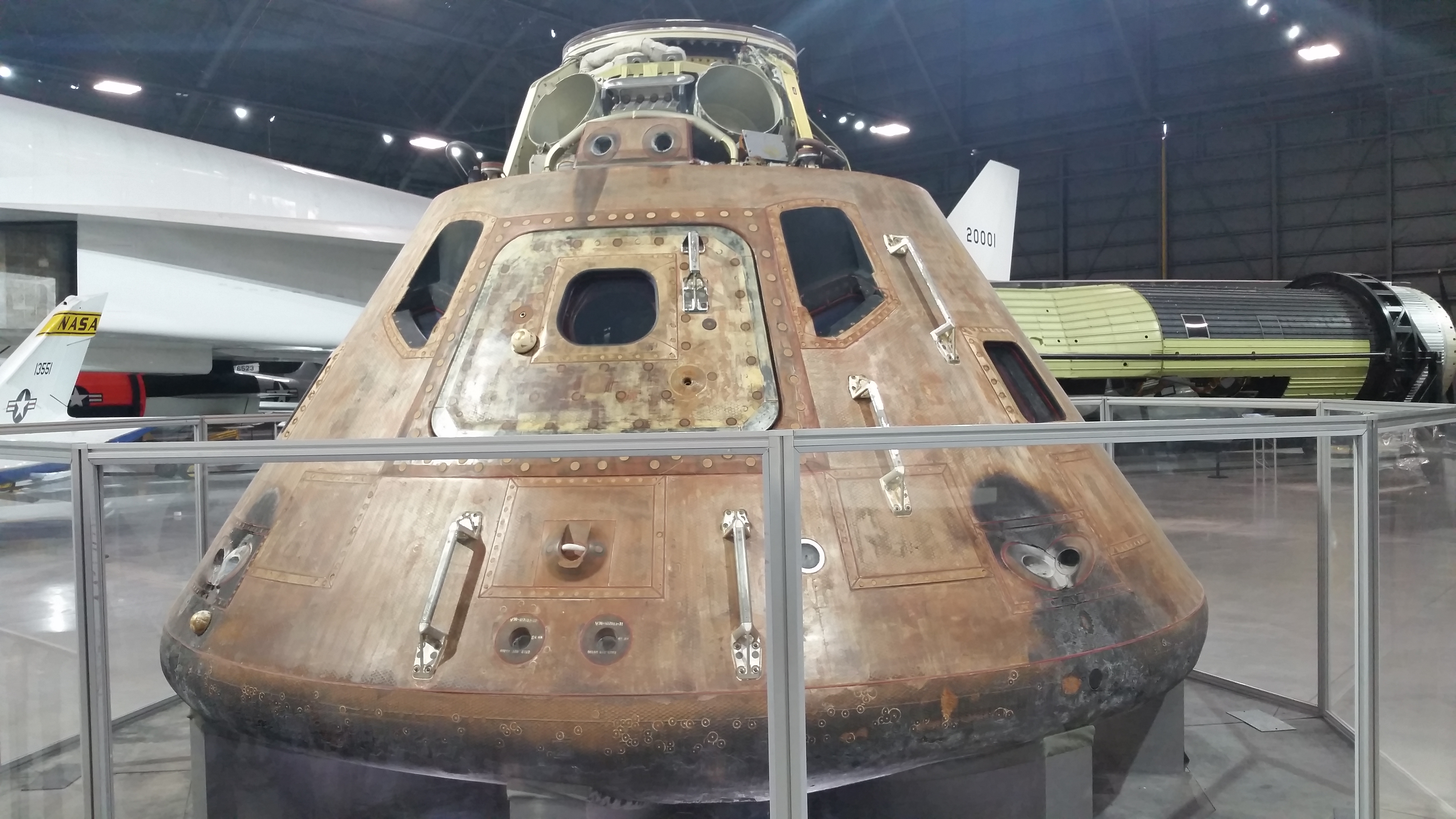
Командний модуль «Аполлона-15».

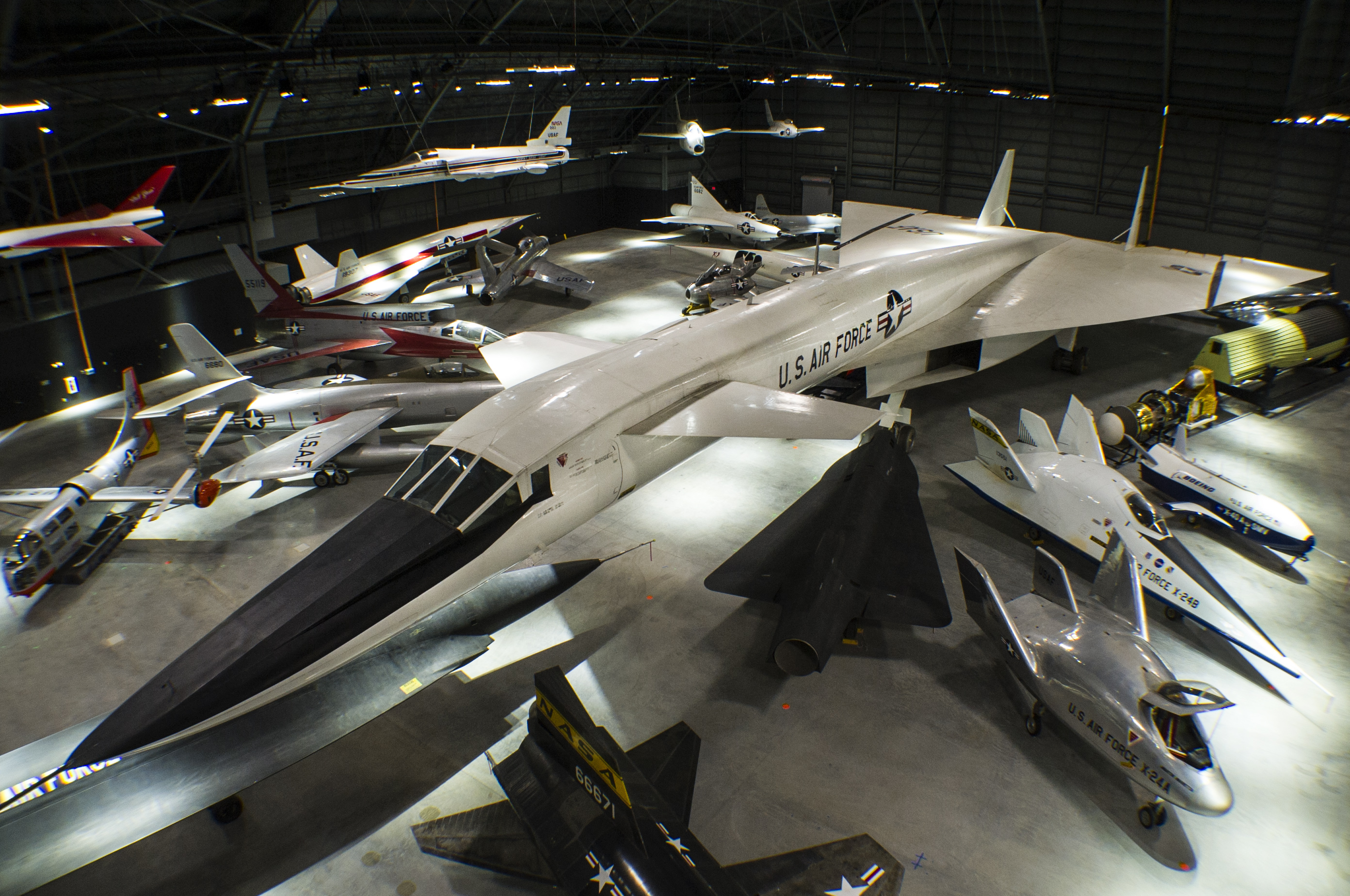
Четвертий корпус, North American XB-70 Valkyrie.

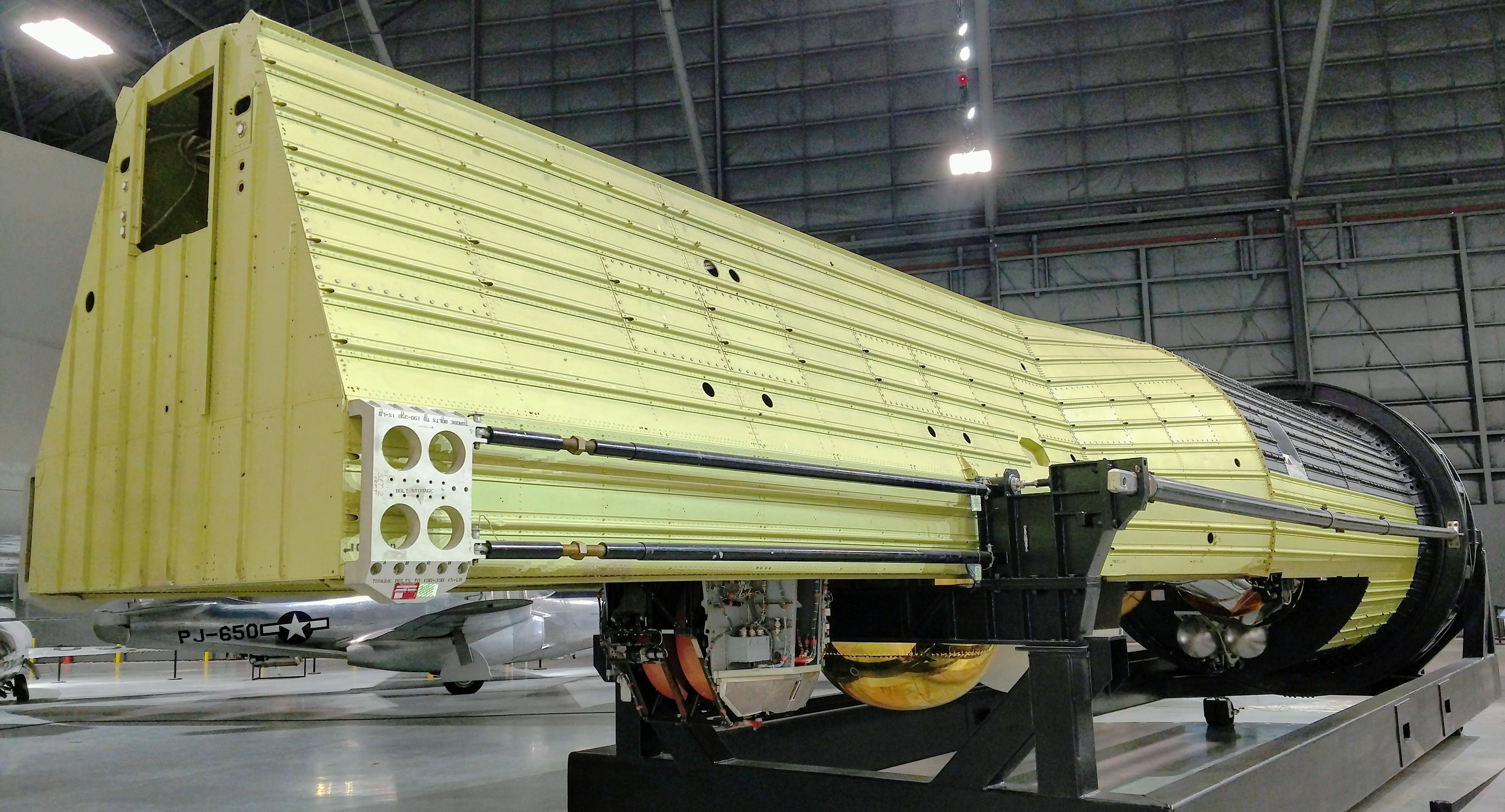
Розвідувальний супутник KH-9 Hexagon.

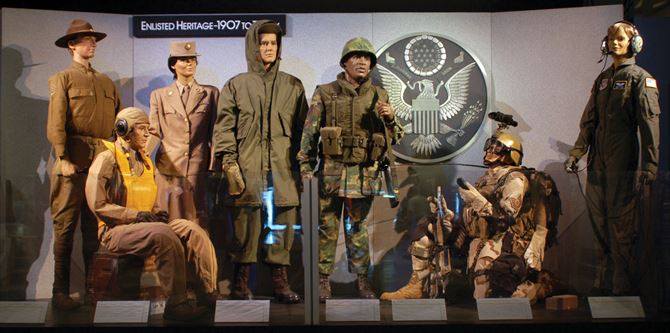
Виставка історичної уніформи.

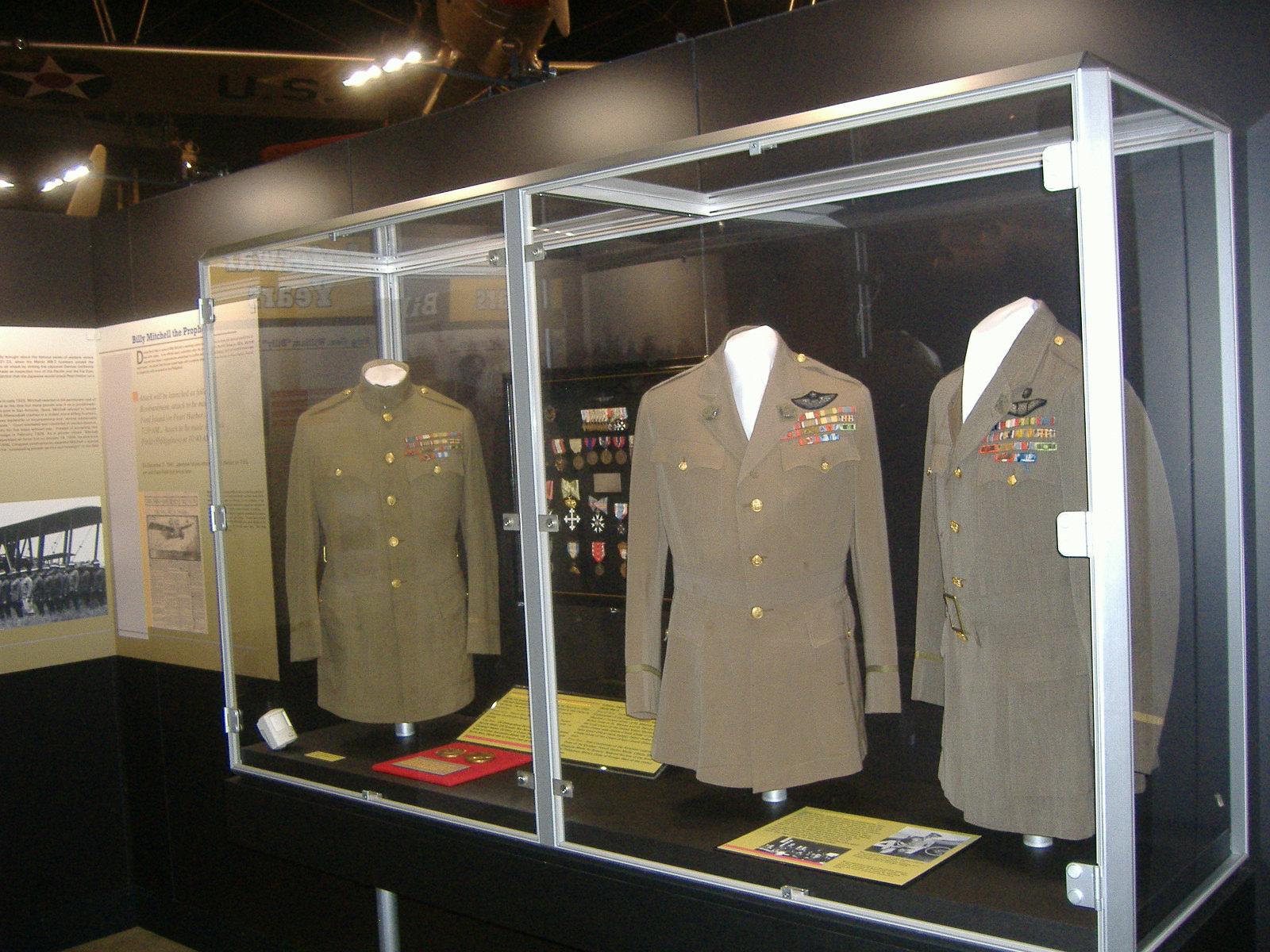
Форма генерал-майора Біллі Мітчелла.

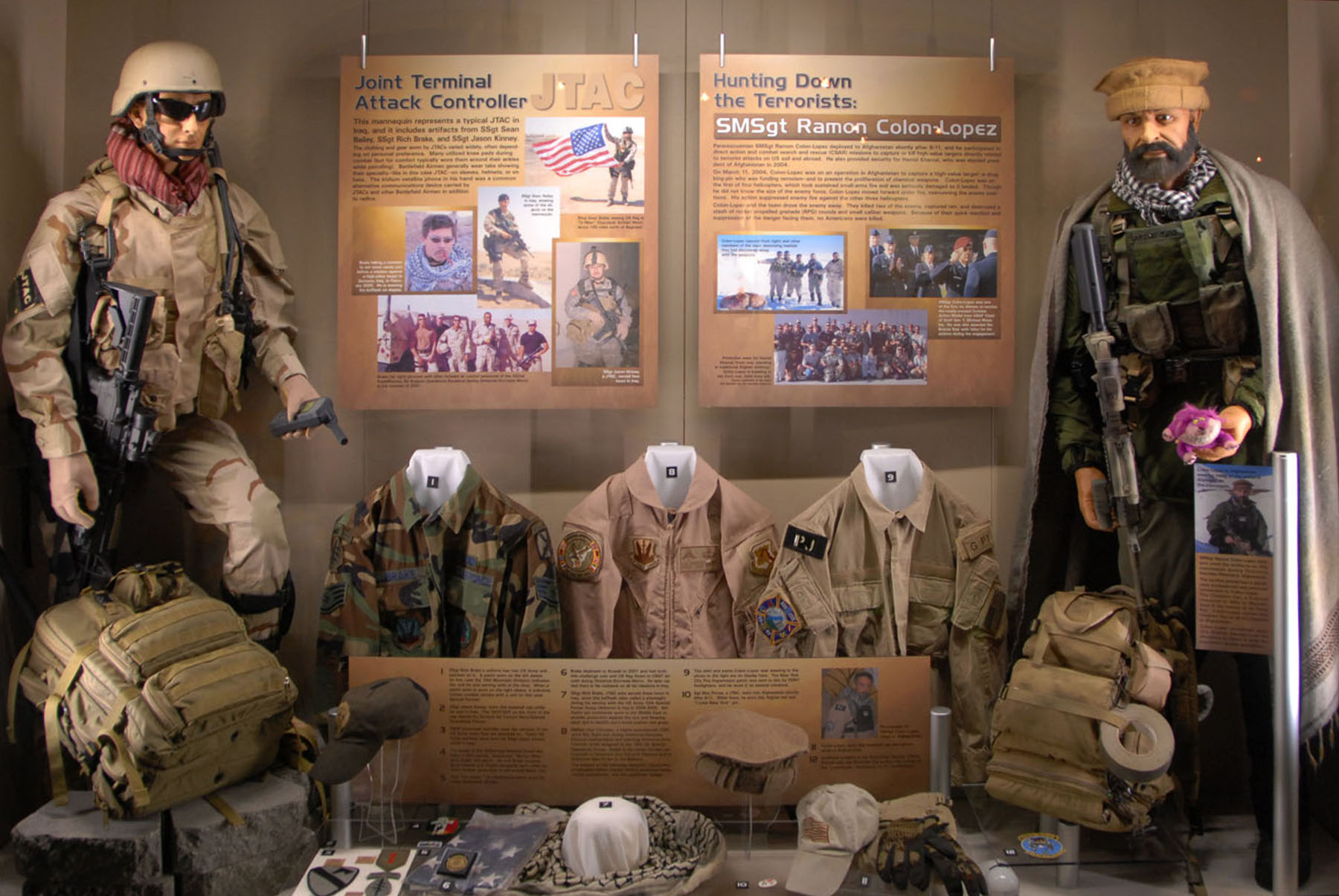
Частина виставки «Воїни-льотчики» в галереї Холодної війни.

Національний музей Повітряних сил Сполучених Штатів (англ. National Museum of the United States Air Force, NMUSAF) — офіційний музей Повітряних сил США. Розташований на авіабазі Райт-Паттерсон приблизно у 10 км на північний схід від міста Дейтон (Огайо). NMUSAF є найстарішим і найбільшим музеєм військової авіації у світі; у ньому представлено понад 360 літаків і ракет. Щороку музей відвідує близько мільйона відвідувачів, що робить його одним із найбільш відвідуваних туристичних об'єктів Огайо.

## Історія
Музей бере початок у 1923 році, коли інженерний відділ дейтонського експериментального аеродрому Маккук-Філд почав збирати технічні артефакти для збереження. У 1927 році колекцію було перенесено до лабораторної будівлі експериментального аеродрому Вілбур Райт Філд. У 1932 році колекції дали назву «Музей армійської аеронавігації» (англ. Army Aeronautical Museum). З 1935 року і до Другої світової війни вона зберігалася в будівлі Works Progress Administration. У 1948 році колекція залишилася приватною під назвою «Технічний музей ВПС» (Air Force Technical Museum).
У 1954 році Музей ВПС став публічним і отримав своє перше постійне приміщення — колишній ангар для капітального ремонту двигунів в будівлі 89 колишнього Паттерсон-Філд у місті Фейрборн (Огайо). Багато літаків були виставлені надворі та перебували під впливом погоди.
Протягом 1960-х років Юджин Кеттерінг, син Чарлза Кеттерінга, очолював проєкт будівництва постійної споруди для розміщення колекцій музею ВПС і став першим головою правління його фонду. Коли він помер у 1969 році, проєкт очолила його вдова Вірджинія. Нинішнє приміщення музею відкрили у 1971 році.
Не враховуючи прибудови на власне Райт-Філд, з 1971 року площа музею збільшилася більш ніж утричі: в 1988 році він отримав другий ангар, у 2003 році — третій, у 2016 — четвертий.
У жовтні 2004 року назву закладу змінили з «Музею ВПС США» на «Національний музей ВПС США».
У червні 2016 року музей відкрив свій четвертий корпус площею 20800 м², що розширило виставкову площу музею до 104000 м². Завдяки цьому додатковому простору на експозицію повернули понад 70 літаків, які перебували на зберіганні, — наприклад XB-70 Valkyrie. Фонд музею повітряних сил профінансував будівництво повністю за рахунок приватних пожертвувань з кількох різних джерел на суму 40,8 мільйона доларів.
28 лютого 2024 року музей постраждав від торнадо. Пошкоджені будівлі включали реставраційний ангар 4, ворота 22B та інші прилеглі об'єкти.

## Експонати
Музей розділений на галереї, які висвітлюють широкі історичні тенденції у військовій авіації. Вони далі розбиті на експонати, які детально описують конкретні історичні періоди та демонструють літаки в історичному контексті.
Колекція музею містить багато рідкісних літаків історичного чи технічного значення, а також різні пам'ятні речі та артефакти з історії та розвитку авіації. Серед них командний модуль Аполлон-15, який 74 рази облетів Місяць у 1971 році, один із чотирьох уцілілих Convair B-36 Peacemaker, єдиний уцілілий North American XB-70 Valkyrie та Bockscar — Boeing B-29 Superfortress, який скинув на Нагасакі атомну бомбу «Fat Man» 9 серпня 1945 року.
У 2010 році музей запустив 360-градусний віртуальний тур, що дозволяє переглядати більшість літаків і експонатів онлайн.
У 2018 році на постійну загальну експозицію в галереї Другої світової війни виставили Boeing B-17F «Memphis Belle». Цей літак і його екіпаж стали знаковими символами екіпажів важких бомбардувальників, які допомогли перемогти нацистську Німеччину.

### Президентські літаки
У музеї виставлено кілька президентських літаків, як-от літаки Франкліна Рузвельта, Гаррі Трумена та Дуайта Ейзенхауера. Центральним елементом колекції президентських літаків є SAM 26000 — Boeing 707 модифікації Boeing C-137 Stratoliner, яким регулярно користувалися президенти Джон Фіцджеральд Кеннеді, Ліндон Джонсон і Річард Ніксон. Цей літак доставив президента Кеннеді з дружиною до Далласа 22 листопада 1963 року — у день убивства президента, на його ж борту віцепрезидент Джонсон склав присягу президента, а потім літак перевіз тіло Кеннеді назад до Вашингтона. Він став резервним президентським літаком після першого терміну Ніксона. 5 грудня 2009 року цей літак був тимчасово вилучений з експозиції, перефарбований і повернутий до Дня Президента у 2010.
Усі президентські літаки виставлені в Президентській галереї у четвертому корпусі.

### Піонери авіації
Велика частина музею присвячена піонерам авіації, особливо братам Райт, які проводили деякі зі своїх експериментів у прерії Хаффмана. Експонується копія військового флаєра 1909 року, а також інші артефакти братів Райт. У цій будівлі також розташований Національний зал слави авіації.

### Уніформа та одяг
У музеї є багато предметів повітряних сил США та повітряних сил Армії США, зокрема уніформи. У будь-який час на виставці понад 50 вінтажних шкіряних льотних курток моделі A-2 часів Другої світової війни, багато з яких належали відомим діячам в історії ВПС. Серед експонатів — куртка бригадного генерала Джеймса Стюарта, куртка та черевики B-3 аса P-38 майора Річарда Бонга, бушлат президента США Рональда Рейгана.

### Інші експонати та атракціони
У третьому корпусі розміщені літаки, випущені після Холодної війни, такі як стелс-бомбардувальник B-2 Spirit, стелс-штурмовик F-117 Nighthawk та інші.
Четвертий корпус має чотири галереї: Президентську, Дослідницько-розробну, Космічну і Глобального охоплення. В цих галереях розміщено понад 70 літаків, ракет і космічних апаратів. Також у цьому корпусі міститься розширена освітня зона з трьома навчальними центрами науки, техніки, інженерії та математики (science, technology, engineering and math, STEM). Раніше ці колекції розміщувалися у прибудові в зоні В авіабази Райт-Паттерсон (колишня Райт-Філд), і оскільки ця прибудова фізично була розташована на самій базі, відвідувачам музею доводилося проходити додаткові досмотри перед тим, як сісти в музейні автобуси до ангара.
Національний музей володіє іншими літаками ВВС США, включно з колишніми літаками Авіаційної служби Армії, Повітряного корпусу Армії або Повітряних сил США, що зараз позичені іншим аерокосмічними музеями у Сполучених Штатах і за кордоном, а також ті, що знаходяться на постійній статичній експозиції в різних установах Повітряних сил, Резерву Повітряних сил та Повітряних сил Національної гвардії США, а також в орендарів з інших країн. Ці літаки залишаються власністю Департаменту ВПС США і зазвичай мають в установах, де виставлені, позначку «Орендовано у Національного музею Повітряних сил США». Стандарти Національного музею щодо реставрації та якості догляду за виданими в оренду експонатами дуже високі. Бували випадки відкликання Національним музеєм оренди, коли вважалося, що музей-орендар не має достатніх ресурсів для належного догляду за експонатом. Наприклад, так сталося у випадку зі знаменитим Boeing B-17 Flying Fortress на ім'я «Memphis Belle».
За додаткову плату гості можуть переглядати фільми авіаційної та космічної тематики у широкоформатному кінотеатрі. У 2013 році формат кінотеатру був оновлений з IMAX до Digital 3D. Крім того, це оновлення включало нову сцену, театральні сидіння та новий театральний екран для підтримки більш широкого діапазону програм, включаючи освітні презентації, прямі трансляції та розширений вибір документальних фільмів. Також було додано систему об'ємного звуку формату 7.1, аудіопристрої для людей із вадами слуху та зору та персональні системи субтитрів.